# Weiße Weihnachten (Wetterereignis)
Von weißen Weihnachten spricht man, wenn am Heiligen Abend (24. Dezember), am Weihnachtstag (25. Dezember) und am Stefanitag (26. Dezember) oder zumindest irgendwann in dieser Zeit entweder Schnee fällt oder Schnee liegt.

## Meteorologischer Hintergrund

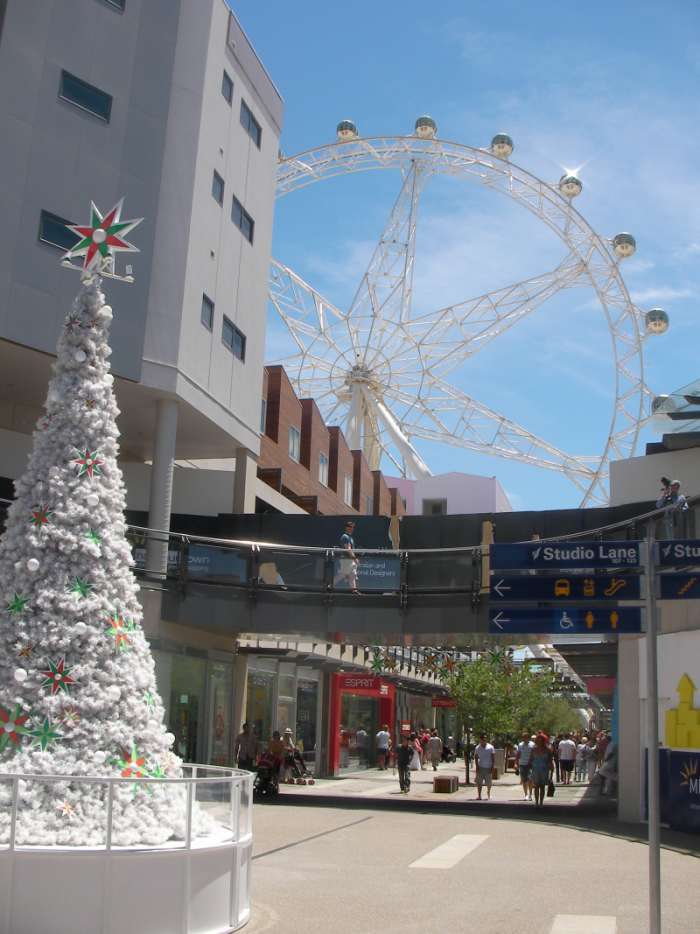
Ein Christbaum mit Schneeimitation in Australien, wo zu Weihnachten Hochsommer ist

Die Vorstellung der weißen Weihnachten ist eng mit Weihnachtsliedern wie O Tannenbaum („… auch im Winter, wenn es schneit …“) oder Leise rieselt der Schnee verbunden und hat von Europa ausgehend zu einer weltweit prototypischen Vorstellung geführt, wie die Weihnachtsfeiertage aussehen sollten. Bei der historischen Geburt des Jesus von Nazaret in Palästina, derer an Weihnachten gedacht wird, lag mit hoher Wahrscheinlichkeit kein Schnee.
Jedes Jahr ist die Prognose über die Schneeverhältnisse zu Weihnachten Thema der Wettervorhersage. Meteorologisch gefasst bedeuten weiße Weihnachten, dass eine geschlossene Schneedecke vorzufinden ist, was im Allgemeinen zumindest 1–2 cm Schneehöhe bedeutet, und diese nicht über die Feiertage wegapert, oder dass der Niederschlag als Schnee stattfindet (Schneetag), und es kalt genug ist, dass dieser auch liegen bleibt (Luft- oder zumindest Bodentemperatur um 0 °C). Gibt es nur eine durchbrochene Schneedecke oder liegt der Schnee nur zeitweise – ist also ein „Schneedeckentag“ (meteorologisch zum Stichtermin in der Früh, wenn es im Tageslauf am kältesten ist, zu anderen Zeiten wird nicht gemessen, dafür aber auch lückenhafte Schneedecke und unter 1 cm erfasst) – oder ist einer der Tage zumindest ein Schneefalltag (Auftreten von Schneefall irgendwann am Tag), sind die Weihnachtstage nur halbwegs „weiß“, ansonsten eher „grün“, wie man sagt.
Dazu muss vor Ort die Frostgrenze (0-Grad-Grenze), zumindest aber die Schneefallgrenze (fallender Schnee taut nicht zu Regen, ca. um 4 °C) tief genug liegen und auch tief genug bleiben. Damit Schnee liegt, muss die Wetterlage der Weihnachtstage oder auch der Vorweihnachtstage (spätere Adventszeit) dafür günstig gewesen sein: Ist die Schneelage vor Weihnachten gut, kann auch ein kurzfristiger Wärmeeinbruch diese nicht auflösen. Damit Schnee fällt, muss die Wetterlage direkt zu Weihnachten passend sein.
Daher ist die Wahrscheinlichkeit für weiße Weihnachten sowohl von den Großwetterlagen, vom Wetter der Weihnachtsfeiertage wie auch von der örtlichen Witterung und der Höhenlage oder anderen Kofaktoren des Niederschlags, etwa den Windverhältnissen, abhängig. Begünstigend wären Umstände wie ein schneeloser intensiver Wintereinbruch, der den Boden gut ausfrieren lässt, gefolgt von ausgiebigem Schneefall, dann eine vorweihnachtliche Hochdruckphase mit Kälte, die durch Sonnenschein die Decke verfestigt, oder durch wiederholte Regen/Frost-Perioden. „Wirklich perfekte weiße Weihnachten“ wären, „wo es am 24. so schneit, dass der Schnee auch noch am 25. liegen bleibt“, beziehungsweise „Schnee an allen drei Weihnachtstagen“. Die Wahrscheinlichkeit für weiße Weihnachten liegt – per Definition einer geschlossenen Schneedecke – in Deutschland bei rund 12,5 Prozent und kommt statistisch gesehen nur alle 8 Jahre vor – häufiger jedoch mit 30–50 Prozent über den Mittelgebirgen und oberhalb etwa 800–1.000 Meter sind weiße Weihnachten mit hoher Wahrscheinlichkeit gesichert. Im zentralen und östlichen Schweizer Mittelland lag 1931–2022 die Wahrscheinlichkeit, dass an mindestens einem Weihnachtstag eine Schneedecke von mindestens 1 cm liegt, bei 40 Prozent, in der West- und Nordwestschweiz bei 25 Prozent.
Problematisch ist die Prognose neben der allgemeinen Voraussage der Wetterlagen, die heute durch Rechenmodelle durchaus verlässlich ist, gerade durch die Frontensysteme der Wetterumschwünge (also relativ chaotische Verhältnisse), die in Termin und Intensität im Eintreffen an einem bestimmten Ort am schwersten kalkulierbar sind. Außerdem ist insbesondere die Ermittlung der Nullgradgrenze lokal wenig präzise. Die Kombination aus Stichdatum und der thermischen Grenze des Frostpunkts macht die Vorhersage weißer Weihnachten zu einer der komplexeren Fragestellungen der Meteorologie. Ausgenommen sind stabile kalte Hochlagen mit schon vorhandenem Schnee, wie sie für kontinentale Lagen typisch ist, dort ist die Frage der weißen Weihnachten relativ marginal.
Auch sind die Erwartungen an weiße Weihnachten regional unterschiedlich: Während man im Alpenraum durchaus ausgiebige Schneeverhältnisse erwartet (1 cm Schnee ist „angezuckert“, aber keine wirkliche „Schneelage“ in ortsüblichem Verständnis), pflegt man in England mit seinem milden Winterklima etwa zu wetten, ob sich an einer Stelle in den 24 Stunden des 25. Dezembers zumindest eine Schneeflocke zeigt, was der dortigen meteorologischen Definition für weiße Weihnachten entspricht. Auch der Termin ist von regionalen Sitten abhängig. In einigen Regionen ist die Hauptfeierzeit der Nachmittag von Heiligabend mit den Christvespern, andernorts die Zeit zwischen Bescherung am Abend und Christmette um Mitternacht, in anderen Regionen der Christtag selbst (25. Dezember).

## Geschichtliche Entwicklung und Erklärungsansätze
Historisch dürften in der mittleren Neuzeit (17./18. Jahrhundert, Barock) weiße Weihnachten die Regel gewesen sein; diese Zwischenkaltphase wird die Kleine Eiszeit genannt, und die Vorstellung kalter, schneereicher Weihnachten war weder erwähnenswert noch erfreulich.
Erst nach Ende der kleinen Eiszeit im mittleren 19. Jahrhundert (ausgehende Romantik) scheint die Thematik aktuell geworden zu sein (das Biedermeier war noch von strengen Wintern nach dem Vulkanausbruch des Tambora 1815 überschattet).
Nach einer Hypothese der Schweizer Klimaforscherin Martine Rebetez entstand die allgemeine Vorstellung von weißen Weihnachten in der europäischen Folklore ab Mitte des 19. Jahrhunderts. Die erste, in London 1843 gedruckte Weihnachtskarte zeigt eine feiernde Menschengruppe umrahmt von Zweigen und Reben, ein zeitloses bis herbstliches Motiv. Eine Karte aus dem Jahre 1845 zeigt den Weihnachtsmann nächst einem Schornstein und die schneefreien Dächer der Stadt rund um ihn. Dagegen zeigt eine gleichartige Karte aus dem Jahre 1863 große Mengen Schnee. Eine Studie über Weihnachtsbräuche in vielen illustrierten Büchern zeigte keinen Schnee vor 1850. Dieser tauchte zwischen 1850 und 1860 auf, war damals noch eine Ausnahme, wurde aber danach zur Regel. Zeitgleich kam vor allem bei den Briten die Mode auf, zu den Weihnachtstagen auf Entdeckungstouren in die winterlichen Alpen zu reisen, etwa nach Davos, wo üblicherweise Schnee liegt. Ein anderer Einfluss dürfte aus Neuengland in den Vereinigten Staaten kommen, wo zu Weihnachten oft reichlich Schnee liegt. Deutsch- und englischstämmige Auswanderer fanden dies faszinierend und schickten an die Verwandten in Europa Weihnachtskarten mit entsprechenden Motiven. Mitte des 19. Jahrhunderts änderte sich auch das Image des Schneemanns vom teils furchterregenden Buhmann, der von Kindern mit Schneebällen beworfen wurde, zum heutigen Winterspaß. Auch in Weihnachtskrippen wird im Laufe des 19. Jahrhunderts vermehrt nicht das Heilige Land selbst, sondern das verschneite Mitteleuropa dargestellt, ähnlich im Weihnachtsschmuck der verschneite Baum mit Lametta.
Aus Wetteraufzeichnungen der Wende 19./20. Jahrhundert ist dann schon belegt, dass man über die zunehmend milden Dezember erstaunt war.
In dieser Zeit entstehen auch Weihnachtslieder mit explizitem Schneebezug wie Leise rieselt der Schnee (Ebel 1895).
In den 1940er Jahren definierte man dann schon den Weihnachtswärmeeinbruch als mitteleuropäische Singularität (regelmäßige Besonderheit) der Wende Frühwinter/Hochwinter, zu der Zeit war das Ausfallen der Weißen Weihnachten schon häufig. Spätestens seit dem Lied White Christmas (I. Berlin 1947), der wohl meistverkauften Single aller Zeiten, gilt die Vorstellung des verschneiten Christfestes weltweit. In die 1960er fällt eine Serie besonders schneereicher Winter im Alpenraum wie auch Nordamerika, womit die weißen Weihnachten zunehmend im Kontext des Wintertourismus und Wintersports als Qualitätskriterium einer Destination beworben werden.

## Regionales

### Europa
Vor Weihnachten müssten Temperaturen um den Gefrierpunkt sowie etwa nördliche bis nordwestliche Winde herrschen, wodurch aus den polaren Regionen feucht-kalte Luftmassen einsickern, die, wenn sie sich von Westen mit feucht-milder Atlantikluft vermischen, zu Schnee führen. Folgt eine kalte Ost- oder Nordostlage, hält sich der Schnee. In Mitteleuropa ist heute die Singularität des Weihnachtstauwetters die Regel, wie sie auf das Modell von Schmauß aus den 1920er Jahren zurückgeht und von Flohn in den 1940ern definiert wurde. Es handelt sich dabei um einen regelmäßigen Einbruch milder atlantischer Luftmassen (Atlantiktief) meist westlich-südwestlicher Richtung, die zwar bei vorhergehender Kälte (etwa einem stabilen Russlandhoch) für Schnee sorgen können, durch abnormale Wärme aber durchwegs zu Tauwetter führen und weiße Weihnachten zunichtemachen. Gesteuert wird diese Großwetterlage durch Islandtief und Azorenhoch, zwei weitere wichtige Aktionszentren des europäischen Wettergeschehens. Wenn diese das Russlandhoch dominieren, wird Weihnachtstauwetter wahrscheinlicher. Stark beeinflusst werden die atlantischen Tiefs vom Golfstrom, der „Wärmepumpe Europas“.
Nach den Aufzeichnungen des Deutschen Wetterdienstes gab es z. B. in Deutschland seit Beginn der Aufzeichnungen mehr oder weniger flächendeckend weiße Weihnachten über drei Tage hinweg nur in den Jahren 1906, 1917, 1962, 1969, 1981 und 2010.
In den 2000ern liegt die Wahrscheinlichkeit weißer Weihnachten für die Tieflagen Mitteleuropas bei um die 20 bis 30 %, also nur zwei- bis dreimal je Jahrzehnt.
Schneefall ist deutlich seltener als geschlossene Schneedecke.
| Messort, Gegend                     | Land | Klimatische Umstände (unspezifisch)       | Seehöhe in m | Schneedecke in %      | Schneefall in % |
| ----------------------------------- | ---- | ----------------------------------------- | ------------ | --------------------- | --------------- |
| Eisenstadt, Burgenland              | AT   | Alpenostrand/pannonisch                   | 0184         | 010 (a1) (a4)–15 (a3) | 010 (a2)        |
| Wien (Hohe Warte)                   | AT   | Alpenostrand                              | 0198         | 020 (a4)–25 (a3)      | 0−              |
| Klagenfurt, Kärnten                 | AT   | Alpensüdseite Ost/inneralpin              | 0450         | 050 (a1) (a3) (a4)    | 020 (a2)        |
| Allentsteig, Waldviertel/NÖ         | AT   | Böhmische Masse, Ostrand                  | 0599         | 060 (a1)              | 030 (a2)        |
| Freistadt, Mühlviertel/OÖ           | AT   | Böhmische Masse, Zentral                  | 0548         | 045 (a1)              | 025 (a2)        |
| Mondsee, Salzkammergut/OÖ           | AT   | Alpennordrand Ost/Nordstau                | 0491         | 035 (a1)              | 025 (a2)        |
| Saalbach, Land Salzburg             | AT   | Inneralpin Ost                            | 0975         | 075 (a1)              | 025 (a2)        |
| Deutschlandsberg, Grazer Bucht/Stmk | AT   | pannonisch/illyrisch                      | 0410         | 015 (a1)              | 020 (a2)        |
| Mariazell, Obersteiermark           | AT   | Inneralpin Ost/Nordstau                   | 0410         | 075 (a1)              | 015 (a2)        |
| Brenner, Tirol                      | AT   | Inneralpin, Alpenhauptkamm                | 1450 (a0)    | 100 (a1)              | 0−              |
| Lienz, Tirol                        | AT   | Inneralpines Becken                       | 0668         | 040 (a1)              | 015 (a2)        |
| Reutte, Tirol                       | AT   | Alpennordrand Zentral                     | 0853         | 075 (a1)              | 030 (a2)        |
| Bregenz, Vorarlberg                 | AT   | Bodensee (Rheintal/Alpennordrand zentral) | 0436         | 035 (a1) (a3)–40 (a4) | 015 (a2)        |
| Bern, Mittelland                    | CH   | Alpenvorland Zentral                      | 0542         | 042 (26) (c1)         | 0−              |
| München, Bayern                     | DE   | Nördliches Alpenvorland                   | 0518         | 044 (d1)              | 0−              |
| Hof, Bayern                         | DE   | Böhmische Masse, Westrand                 | 0500         | 066 (d1)              | 0−              |
| Frankfurt                           | DE   | Rhein-Main-Gebiet                         | 0112         | 030 (d1)              | 0−              |
| Düsseldorf, Nordrhein-Westfalen     | DE   | Niederrheinische Bucht                    | 038          | 023 (d1)              | 0−              |
| Leipzig, Sachsen                    | DE   | Erzgebirge-Nordrand                       | 0118         | 033 (d1)              | 0−              |
| Bremen                              | DE   | Nordseeküste                              | 011          | 019 (d1)              | 0−              |
| Rostock, Mecklenburg-Vorpommern     | DE   | Ostseeküste                               | 013          | 032 (d1)              | 0−              |
| Flensburg, Kimbrische Halbinsel     | DE   | Nordsee-Ostsee-Grenze                     | 012          | 029 (d1)              | 0−              |
| England (gesamt)                    | UK   | Britische Inseln                          | 0−           | 06 (37) (e0)          | 047 (61) (e0)   |
| De Bilt, Niederlande                | NL   | Nordseeküste/Ärmelkanal                   | 01           | 07 (n1)               | 0−              |
| Stockholm                           | SE   | Ostseeküste                               | 015          | 050 (s0)              | 0–              |

Messdaten nur bedingt vergleichbar:
(a0) Seehöhe der Wetterstation bis 2010: 1450 m ü. A.
(a1) geschlossene Schneedecke am 25.12.; Werte auf 5 gerundet; Daten 1991–2010
(a2) Schneefall am 24. und frische Schneedecke am 25.12.; Werte auf 5 gerundet; Daten 1991–2010
(a3) geschlossene Schneedecke am 24. oder 25.12.; Werte auf 5 gerundet; Daten 1991–2013
(a4) Tag mit Schnee am 24.12.; Daten 1951–2014
(c1) an mindestens einem der Weihnachtstage mindestens 1 cm Schnee (in Klammer: Schnee an allen drei Weihnachtstagen); Daten 1931–2011
(d1) am 24., 25. oder 26. Dezember mindestens eine 1 cm dicke geschlossene Schneedecke; Daten 1948–2011
(e0) 25. Dezember Schnee liegt weitverbreitet (in Klammer: zumindest eine Messstelle); Schnee fällt (in Klammer: zumindest eine Schneeflocke); Daten 1950–2010; für Irland ähnlich
(n1) Schneelage ohne genaueres Datum; Daten 1901–2011
(s0) Schneelage ohne genauere Angaben, Ort ca.; Daten 1931–1980

### Nordamerika

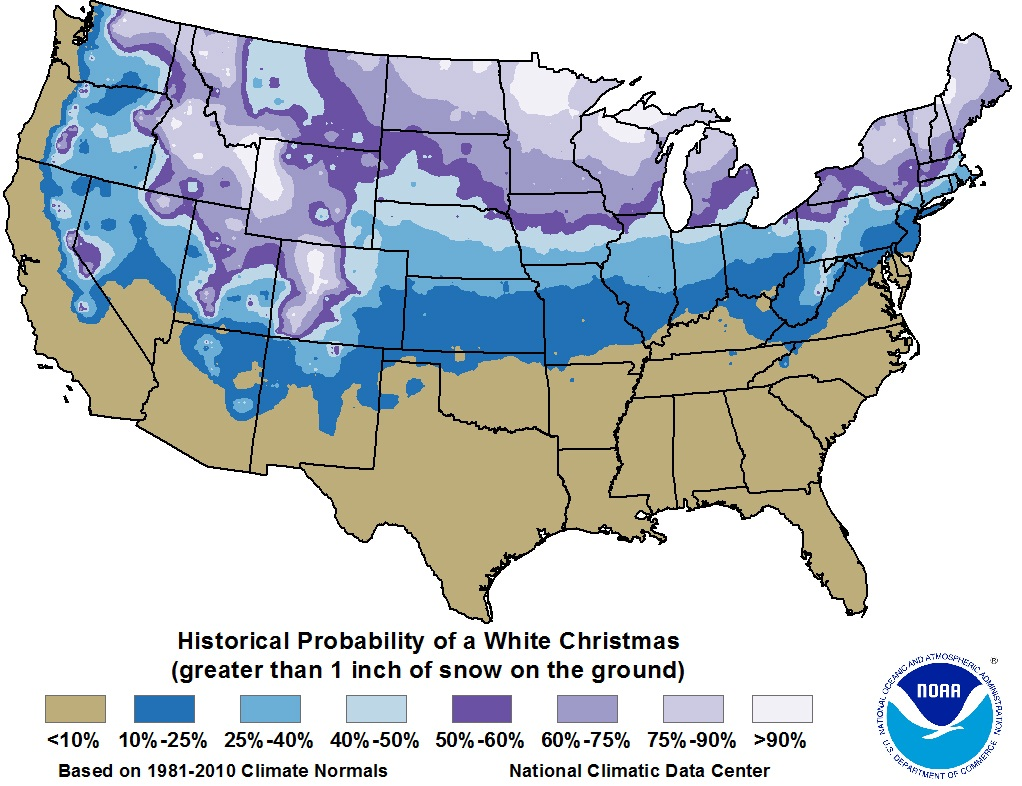
Wahrscheinlichkeit für Weiße Weihnachten in den USA 1981–2010

Das Klima Nordamerikas ist geprägt von dem Fehlen einer West-Ost-Barriere, aber der ausgeprägten Klimascheide der Kordilleren, die fast den gesamten Kontinent von der Westwinddrift abschottet. Daher kann polare Kaltluft ungehindert südwärts strömen, und sowohl von Nordwesten (gesteuert vom Aleutentief) wie auch von Süden aus der Karibik wandern feuchte Frontensysteme über die Landmasse ein, während das Landesinnere von der Trockenheit im Lee geprägt ist. Die Hudson Bay als „America's icebox“ greift aber tief ins Landesinnere ein, die Großen Seen wirken dort als Klimascheide. An der atlantischen Küste kehrt der kalte Labradorstrom bis zum Zusammentreffen mit dem warmen Golfstrom vor North Carolina das Niederschlags-zu-Temperatur-Gefälle um, sodass der Norden dort trockener ist als der Süden. Das Azorenhoch als „Wettermotor“ des Nordatlantiks – auch im Winter – kann sich recht nahe an Nordamerika verlagern.
Das führt zu den Extremwettern Nordamerikas, und es kommen verschiedene Großwetter-Szenarien für weiße Weihnachten in Frage, vom Nor’easter über Blizzards bis zu auf stabile Kaltluft auflaufende Karibiktiefs. Die Westküste hingegen ist streng ozeanisch geprägt, und die Temperaturen verschieben sich fast 20° nach Norden: Alaskas Süd- und Westküste (Breiten wie Skandinavien) hat etwa dieselben Verhältnisse wie Neufundland (Breiten wie Zentraleuropa). Hier steuern Aleutentief und Japanstrom/Nordpazifikstrom das Winterklima, die die Wärme ähnlich wie in Europa weit nach Norden schleusen.
Die Wahrscheinlichkeit für weiße Weihnachten reicht von unter 10 % für die gesamte Südhälfte der USA und die gesamte Westküste bis fast Alaska bis zu über 90 % westlich der großen Seen und in Neuengland. Sicher Weiß sind nur die Permafrostregionen des hohen Nordens Kanadas.
| Messort, Gegend             | Land | Seehöhe in m | Schneedecke in % |
| --------------------------- | ---- | ------------ | ---------------- |
| Vancouver, British Columbia | CA   | 010          | 011              |
| Calgary, Alberta            | CA   | 1048         | 056              |
| Winnipeg, Manitoba          | CA   | 0238         | 098              |
| Toronto, Ontario            | CA   | 076          | 036              |
| Ottawa, Ontario             | CA   | 070          | 081              |
| Québec, Québec              | CA   | 05           | 098              |
| Whitehorse, Yukon           | CA   | 0−           | 100              |
| Iqaluit, Nunavut            | CA   | 03           | 100              |
| Anchorage, Alaska           | US   | 0115         | 090              |
| Los Angeles, California     | US   | 0100         | 01               |
| Denver, Colorado            | US   | 1609         | 050              |
| Washington, D.C.            | US   | 07           | 05               |
| Chicago, Illinois           | US   | 0179         | 040              |
| Boston, Massachusetts       | US   | 043          | 023              |
| New York City, New York     | US   | 010          | 022              |
| Oklahoma City, Oklahoma     | US   | 0396         | 03               |
| Nashville, Tennessee        | US   | 0182         | 012              |
| Dallas, Texas               | US   | 0128         | 07               |
| Salt Lake City, Utah        | US   | 1288         | 053              |
| Seattle, Washington         | US   | 054          | 08               |

Messdaten nur bedingt vergleichbar:
Kanada: 2 cm Schneedecke 25.12. 7:00, Daten 1955–2011
USA: 1 inch (2,5 cm) Schneedecke 25.12. 7:00, Daten 1988–2005

### Südhalbkugel
In der Südlichen Hemisphäre der Erde ist im Dezember Hochsommer. Außerdem liegen auf der Südhalbkugel – abgesehen vom Antarktischen Kontinent – kaum Landmassen außerhalb der Tropen. Daher sind dort weiße Weihnachten meist eine besondere Ausnahme.
- Gletscher gibt es auf der Südinsel Neuseelands, in den hochalpinen Lagen der Neuseeländischen Alpen ist sommerlicher Schneefall etwa so häufig wie im Alpenraum (alle paar Jahre).
- Schneefall kommt auch in Tasmanien und Victoria vor: So etwa 2006, kältester Weihnachtstag in Victoria seit 150 Jahren, in Hobart seit 2 Jahrzehnten; Schnee auch in Thredbo, am Mount Baw Baw und anderorts.[29][30] 2010 gab es Schnee am 20.12.[31]